# VoCASA

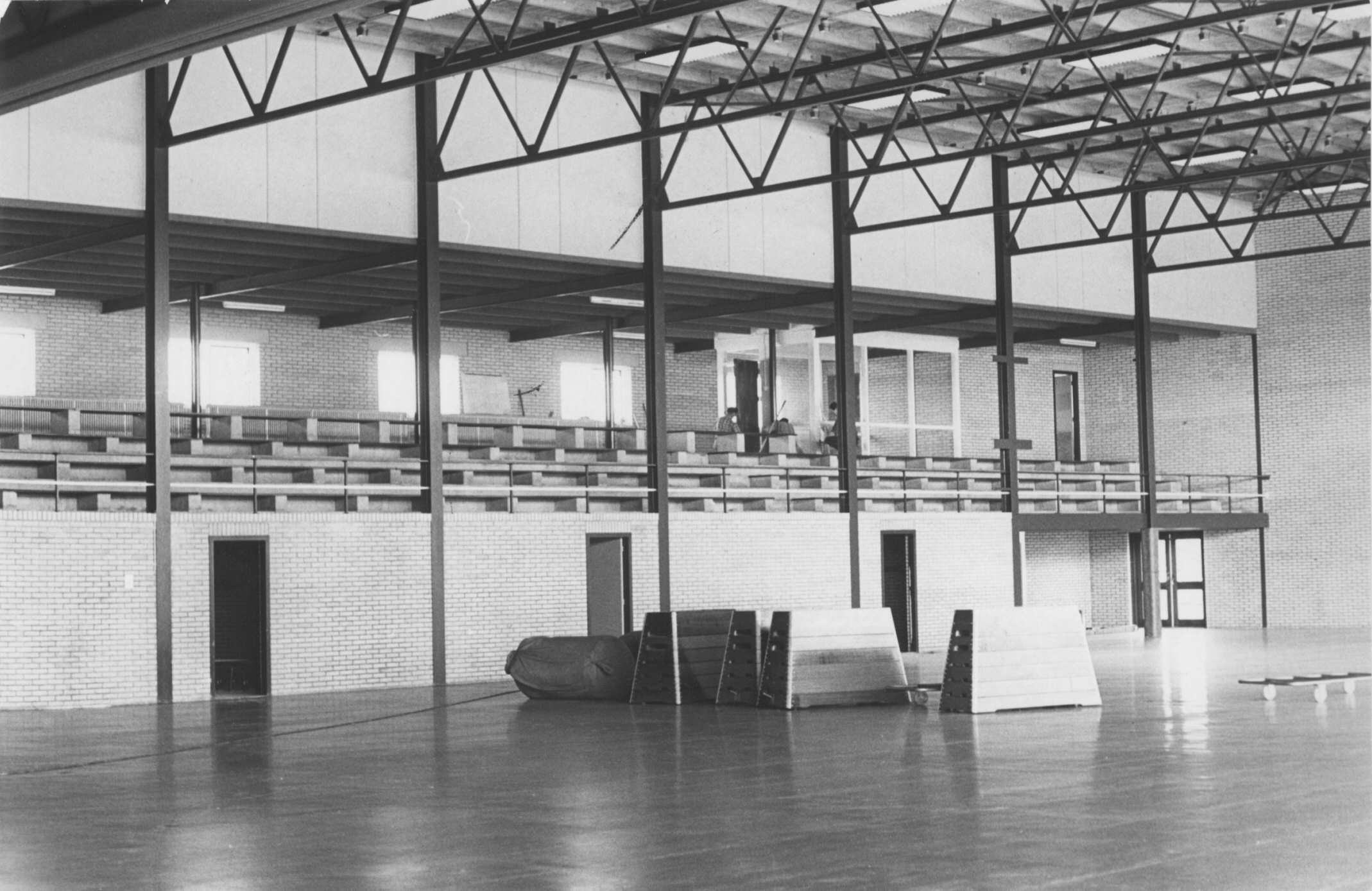
De VoCASA-hal

VoCASA is een volleybalvereniging uit Nijmegen, Gelderland, Nederland.

## Algemeen
De club ontstond in 1988 als gevolg van de fusie tussen Amigos, Avanti en Smash '68. De VoCASA-hal in Neerbosch-Oost is de thuisbasis van de club.

## Teams
Mannen
Het eerste mannenteam van de vereniging promoveerde in 1996 voor het eerst naar de Eredivisie. Na twee seizoenen volgde degradatie. In mei 2018 nam de club de licentie van VVP over en keerde daarmee terug in de Eredivisie.
Vrouwen
In het seizoen 2018/2019 speelt het eerste vrouwenteam in de Topdivisie.